# مقعد خورشیدی
مقعد خورشیدی (فرانسوی: L'anus solaire‎)یک متن کوتاه فراواقع‌گرایی از نویسنده فرانسوی ژرژ باتای در سال ۱۹۲۷ است که توسط نشر آندره ماسون چهارسال پس از نوشتن آن مصور سازی شد و انتشار یافت.
به صورت دایرره وار، کلمات قصارش به تجزیه، مرگ، پوشش گیاهی، بلایای طبیعی، اختلال نعوظ، خستگی و ناکامی اشاره دارد؛ و تشبیه‌ای کنایه دار از خورشید می‌سازد؛ که اگر چه زندگی را
برای زمین به ارمغان می‌آورد. همچنین می‌تواند منجربه مرگ توسط انرژی بی پایانش شود.علاوه بر این، مقعد ممکن است به عنوان نمادی از ناگزیری زباله باقی مانده با توجه به نقش آن در دفع شود. این کتاب در اولین انتشارش در ۱۰۰ نسخه منتشر شد.
اولین بار این متن توسط سمانه مرادیانی در ایران ترجمه شد.